# Gentofte kommunalbestyrelse
Gentofte kommunalbestyrelse er en dansk dokumentarfilm fra 1950, der er instrueret af Gunnar Wangel.

## Handling
Denne artikel mangler et handlingsreferat. Hjælp os med at skrive det.